# Thiacidas nigrimacula
Auchenisa nigrimacula là một loài bướm đêm trong họ Noctuidae.